# Lafragua
Lafragua là một đô thị thuộc bang Puebla, México. Năm 2005, dân số của đô thị này là 7772 người.